# Suma, Pfaffia paniculata
Popularmente conocida como suma, la Pfaffia paniculata es una viña rastrera con un sistema de raíces largo e intrincado. Es natural de la cuenca del Amazonas y otras regiones tropicales de Brasil, Ecuador, Panamá, Paraguay, Perú y Venezuela.
La Pfaffia paniculata era usada por la civilización maya-quiché hace unos 2000 años. La especie aparece en el famoso manuscrito de 1552 de medicina precolombina: «Libellus de Medicinalibus Indorum Herbis». Durante los años 1960s hasta 1986, Efraín Contreras (1898-1986), un naturista reconocido, descubre sus propiedades antitumorales.

## Composición bioquímica y nutricional
De las raíces de la planta (Pfaffia paniculata) se han aislado los siguientes principios activos:
- Germanio, en altas dosis. Electro-estimulador celular que mejora los intercambios y conexiones intercelulares. Aumento de la oxigenación y de los niveles de energía.
- Beta-ecdisona y tres glicósidos ecdisteroides.
- Seis diferentes ácidos pfáfficos.
- Dos fitoesteroles: sitosterol y stigmasterol.
- Contiene hasta 11 % de saponinas (glicósidos de nortriterpenos), derivados que han recibido dos patentes en Japón como compuestos antineoplásicos, a nivel hospitalario.
- Contiene 19 aminoácidos.
- Un gran número de electrolitos y oligoelementos, incluyendo hierro, magnesio, cobalto, sílice, y zinc.
- Vitaminas A, B1, B2, E, K y ácido pantoténico.

## Actividad farmacológica y mecanismos de acción
- Oxigena las células del organismo
  - El germanio que contiene la Pfaffia actúa a nivel de las membranas celulares, haciendo que mejoren los intercambios entre el interior y el exterior de cada célula del organismo. De esta forma se optimiza la oxigenación celular y mejora el funcionamiento de los órganos del organismo.
- Regulador hormonal (de la DHEA)
  - La raíz de Pfaffia contiene unos fitoesteroles llamados sitosterol y stigmasterol que actúan como reguladores hormonales. Han demostrado su eficacia clínica y mejoría sintomática en síndrome pre-menstrual, dismenorrea, infertilidad, hemorra- gias uterinas, osteoporosis, menopausia, así mismo disminuir los efectos secundarios de los anticonceptivos orales.
- Mejora el funcionamiento cardíaco
  - Efecto cardioprotector: la beta-ecdisona y los ecdisteroides tienen actividad anabólica a nivel muscular y cardiaco, mejorando la contractilidad miorcárdica.
  - Disminuyen las arritmias, estabilizando las membranas de las células cardíacas. Reducen la necrosis miocárdica durante el infarto experimental y promueven efectos de separación de la zona necrótica.
  - Disminuye la tensión arterial. Sus fitoesteroles ayudan a reducir los niveles elevados de colesterol.
- Regulador del sistema inmunológico
  - El germanio activa los macrófagos e incrementa la producción de las NK (natural killer). Las células NK son componentes importantes en la defensa inmu- nitaria no específica. Estas células no destruyen los microorganismos patógenos directamente, tienen una función más relacionada con la destrucción de células infectadas o que puedan ser cancerígenas.

## Potencial terapéutico del germanio
La capacidad para obtener y distribuir el oxígeno a todas las células es la que determina la expectativa de vida en los humanos, pues sin oxígeno no podemos sobrevivir más de unos minutos. También el oxígeno estimula la depuración celular de las toxinas y la regeneración de las funciones celulares. De ahí la efectividad del germanio para mantener y mejorar la salud de las células, al ser un excelente transportador de moléculas de oxígeno al interior de estas.

### Breve historia del germanio
En 1886 el germanio fue descubierto por el químico alemán Winkler, quien lo bautizó con el nombre de su país natal. En 1967 el Dr. Asai formuló y sintetizó por prime- ra vez un compuesto de germanio orgánico y lo bautizó como germanio 132. Descubrió su presencia en el lignito de los árboles del bosque, y que, añadido a la tierra, intensificaba el crecimiento de las plantas y las vigorizaba. El Dr. Asai fundó en 1968 el Asai Germanium Research Institute para profundizar en la investigación de este importante mineral. Otros científicos japoneses, chinos, americanos y europeos han probado también la gran eficacia del germanio 132 para la salud humana. Este compuesto de germanio es el que más se ha estudiado y el único en el que se ha constatado su total inocuidad. También se comprobó que en su estado líquido el cuerpo humano lo absorbe mejor, con lo que sus efectos se multiplican, y posteriormente se elimina más rápidamente.

### El germanio como catalizador del oxígeno
Su acción catalizadora de oxígeno es debida a que activa la producción de eritrocitos, con lo que se consigue el co- rrecto transporte de oxígeno a las células. Esta propiedad, derivada de su cualidad semiconductora, explica su efecto adaptógeno, anti-estrés y paliador del dolor, pues son sus cualidades potenciadoras de oxígeno las que generan una mejora de la funcionalidad celular, originándose un estado de bienestar orgánico.
Propiedades reconocidas del germanio:
- Excelente protector contra la hipoxia (deficienciade oxígeno).
- Regulador de la circulación periférica (tomado en dosis altas es eficaz en el tratamiento de la enfermedad de Raynaud y de gangrenas, en dosis bajas activa la irrigación cerebral)
- Agente antiinflamatorio eficaz en la artritis reumatoide.
- Es un gran neutralizador de radicales libres, al mejorar la eficacia de transferencia de electrones, lo que retrasa el envejecimiento celular. Prónai y Arimori demostraron que el germanio activa la acción depuradora del plasma.
- Este alto efecto depurador, junto con su acción protectora antimutágenica, también nos protege del monóxido de carbono, del envenenamiento por metales pesados (especialmente del mercurio, cadmio, arsénico, plomo y aluminio) y de los daños de la radiación.
- Se ha probado que en personas hipertensas reduce la presión arterial, con la ventaja sobre otros fármacos de que en dosis altas no tiene un efecto hipotenso.
- Además, el germanio purifica la sangre y aumen ta su capacidad de carga de oxígeno (cuando las células humanas son anoxémicas no son capaces de recibir energía suficiente y llegan a contaminarse). Gran regulador de la homeostasis: es un versátil normalizador de las funciones fisiológicas, pues se ha probado su eficacia para restablecer a niveles normales los parámetros sanguíneos desviados, como por ejemplo el pH (acidez/alcalinidad), glucosa, minerales (sodio, potasio, calcio, cloruro), triglicéridos, colesterol, bilirrubina y ácido úrico.

Además, como activador de la respuesta inmunológica, activa el circuito neuro-endocrino-inmunitario.
También se ha demostrado que el germanio tiene un efecto inhibidor en el desarrollo de lesiones neoplásicas y pre-neoplásicas del hígado, pulmón y tiroides.
- Germanio como regulador del nivel de la glucosa en diabéticos. Se ha probado que en la diabetes regula el nivel de la glucosa, evitando las hipoglucemias. Incluso en la diabetes mellitus insulinodependiente llegan a reducirse las dosis de insulina.
- El germanio previene la osteoporosis senil. Se ha probado que el germanio puede sustituir al silicio en la formación de los huesos y en el metabolismo de los minerales. También que previene la debilitación ósea y la disminución del índice del hueso cortical y la masa mineral del hueso, producidos por la osteoporosis. En este mismo sentido, se demos- tró que afecta directamente la secreción o actividad de la calcitonina y la hormona paratiroidea.
- Regulador de las funciones inmunológicas. Como catalizador de oxígeno, potencia y activa la fuerza vital del organismo, con lo que mejora la regeneración de la energía celular. Gracias a ello, fortalece directamente nuestro sistema de defensa inmunológico. Por un lado, estimula la producción de interferones (“modificadores de respuesta biológica” producidos por las mismas células inmunológicas) y activa las células NK y los macrófagos, y, por otro, gracias a su efecto amortiguador, normaliza la producción de anticuerpos en casos de hipersensibilidad “alergias” tardías, por lo que podemos decir que es un inmunoregulador.
- Posee una acción adaptógena, sin excitar. Al no actuar sobre el sistema neurovegetativo, sino directamente sobre las distintas partes de la célula, no produce excitación ni todas las consecuencias derivadas de este estado, como puede ser la somnolencia, el nerviosismo y la euforia. En cambio, con una correcta oxigenación celular conseguimos incrementar el tono vital y mejorar todas las funciones fisiológicas. El germanio es un excelente tonificante, no un excitante.
- El germanio es inocuo. Cuando se administra oralmente, después de 3 horas tiene su punto álgido, pero desaparece a las 24 horas. Su total excreción es de casi el 100 % en un día o día y medio por vía urinaria, sin virtualmente ninguna acumulación en ningún órgano ni tejido, incluso cuando se administra por vía intravenosa.

Funciones clínico-terapéuticas demostradas del germanio:
- Protección sobre radicales libres
- Favorece la producción de anticuerpos
- Permite el buen funcionamiento de linfocitos T y B
- Efectos anti-estrés y paliador del dolor
- Excelente protector contra la hipoxia (deficiencia de oxígeno)
- Regulador de la circulación periférica
- Agente antiinflamatorio eficaz en la artritis reumatoide
- Activa la acción depuradora del plasma
- Reduce la hipertensión arterial
- Se ha demostrado que tiene efecto inhibidor en el desarrollo de lesiones neoplásicas y pre-neoplásicas del hígado, pulmón y tiroides.
- Incrementa la eficacia del transporte de oxígeno a los órganos.

### Germanio e investigación
Según 13 investigaciones clínicas independientes, el germanio demostró inhibir el crecimiento de tumores claramente y extender definitivamente el tiempo de supervivencia. En 1985, un japonés anunció que la capacidad anticancerígena del germanio se relaciona con su comportamiento de inducción de interferón.
Efectivamente, según ensayos clínicos recientes, el germanio incrementa la producción de interferón, macrófagos y células NK, potenciando la reacción inmune.
Los efectos combinados con la quimioterapia incluyen la supresión del crecimiento tumoral, la reducción de la metástasis y la ampliación de la supervivencia. También se ha comprobado su eficacia en la recuperación de peso causada por la quimioterapia.
Las saponinas de la Pfaffia contienen ácido pfáffico. En Japón se utiliza la Pfaffia paniculata por su efecto antitu- moral. El ácido pfáffico impide que se sintetice una pro- teína causante de que las células cancerígenas se puedan reproducir. Se están haciendo estudios sobre como puede beneficiar la Pfaffia como tratamiento coadyuvante de carcinomas. La Pfaffia aumenta la resistencia del organismo.

## Evidencia científica
- Matsuzaki, P., Akisue, G., Salgado, S.C., Górniak, S.L., Zaidan Dagli, M.L. Effect of Pfaffia paniculata (Brazilian ginseng) on the Ehrlich tumor in its ascitic form. Life Sci. 2003; 74(5):573-9.
- Mazzanti, G., Braghiroli, L. Analgesic antiinflammatory action of Pfaffia paniculata (Martius) kuntze. Phytotherapy Research. 1994; Vol. 8, Issue 7: 413–416
- Matsuzaki, P., et al. Antineoplastic effects of butanolic residue of Pfaffia paniculata. Cancer Lett. 2006 Jul; 238(1): 85-9.
- da Silva, T. C., et al. Inhibitory effects of Pfaffia paniculata (Brazilian ginseng) on preneoplastic and neoplastic lesions in a mouse hepatocarcinogenesis model. Cancer Lett. 2005 Aug; 226(2): 107-13.
- Watanabe, T., et al. Effects of oral administration of Pfaffia panicu- lata (Brazilian ginseng) on incidence of spontaneous leukemia in AKR/J mice. Cancer Detect. Prev. 2000; 24(2): 173–8.
- Antitumor pfaffosides from Brazilian carrots, japaneses Patent Number (84 184 198). Oct 19, 1984 by Rohto Pharmaceutical Co. Ltd
- Pfaffia paniculata (Brazilian ginseng) roots decrease proliferation and increase apoptosis but do not affect cell communication in murine hepatocarcinogenesis. da Silva TC, Cogliati B, da Silva AP, Fukumasu H, Akisue G, Nagamine MK, Matsuzaki P, Haraguchi M, Górniak SL, Dagli ML. Exp Toxicol Pathol. 2010 Mar;62(2):145-55. doi: 10.1016/j.etp.2009.03.003. Epub 9 de mayo de 2009.
- Cytotoxic effects of butanolic extract from Pfaffia paniculata (Bra- zilian ginseng) on cultured human breast cancer cell line MCF-7. Nagamine MK, da Silva TC, Matsuzaki P, Pinello KC, Cogliati B, Pizzo CR, Akisue G, Haraguchi M, Górniak SL, Sinhorini IL, Rao KV, Barbuto JA, Dagli ML. Exp Toxicol Pathol. 2009 Jan;61(1):75-82. doi: 10.1016/j.etp.2008.01.017. Epub 16 de mayo de 2008.
- Effects of Pfaffia paniculata (Brazilian ginseng) extract on ma- crophage activity. Pinello KC, Fonseca Ede S, Akisue G, Silva AP, Salgado Oloris SC, Sakai M, Matsuzaki P, Nagamine MK, Palermo Neto J, Dagli ML. Life Sci. 2006 Feb 16;78(12):1287-92. Epub 2005 Oct 7.
- Antineoplastic effects of butanolic residue of Pfaffia paniculata. Matsuzaki P, Haraguchi M, Akisue G, Oloris SC, Nagamine MK, da Silva TC, Sakai M, de Souza Monteiro Fonseca E, Palermo-Neto J, Górniak SL, Dagli ML. Cancer Lett. 2006 Jul 8;238(1):85-9. Epub 2005 Jul 26.
- Inhibitory effects of Pfaffia paniculata (Brazilian ginseng) on preneoplastic and neoplastic lesions in a mouse hepatocarcinoge- nesis model. da Silva TC, Paula da Silva A, Akisue G, Luis Avanzo J, Kazumi Nagamine M, Fukumasu H, Matsuzaki P, César Raspantini P, Haraguchi M, Lima Górniak S, Dagli ML.Cancer Lett. 2005 Aug 26;226(2):107-13. Epub 2004 Dec 28.